# Rolls-Royce Holdings
Rolls-Royce Holdings plc е британска многонационална аерокосмическа и отбранителна компания, регистрирана през февруари 2011 г. Компанията притежава Rolls-Royce, бизнес, създаден през 1904 г., който днес проектира, произвежда и разпространява захранващи системи за авиацията и други индустрии. Rolls-Royce е вторият по големина производител в света на самолетни двигатели (след General Electric) и има големи предприятия в сектора на двигатели за морски съдове и енергетиката.
Rolls-Royce е 16-ият най-голям в света доставчик в областта на отбранителната промишленост през 2018 г., измерен по приходи от отбрана. Компанията също така е и четвъртият по големина производител на двигатели за търговски самолети в света с 12% пазарен дял към 2020 г.
Rolls-Royce е регистрирана на Лондонската фондова борса, където е съставна част на индекса FTSE 100. При затварянето на търговията в Лондон на 28 август 2019 г. компанията има пазарна капитализация от 4,656 милиарда лири, 85-ата по големина от всички компании с първична регистрация на Лондонската фондова борса.
Регистрираният офис на компанията е в Кингс Плейс, близо до Кингс Крос в Лондон.

## История
Компанията Rolls-Royce e основана в края на 1904 г. като партньорство между производителя на автомобили Royce Company и търговеца на машини C.S. Rolls and Co. Първите модели са копирани от френски автомобили, но още през 1905 г. се разработва собствен 8-цилиндров двигател, а на следващата година и собствения модел Silver Ghost. През март 1906 г. партньорството е регистрирано като Rolls-Royce Limited. С избухването на Първата световна война компанията започва да произвежда бронирани превозни средства, а от 1915 г. – и авиационни двигатели (5 хиляди са произведени преди края на войната).
До края на 20-те години производството на самолетни двигатели генерира повече приходи от автомобилите. През 1931 г. е закупена Bentley Motors. През 1933 г., малко преди смъртта си, Ройс разработва авиационен двигател PV12, по-късно наречен Merlin; държавните поръчки за производството му за британските военновъздушни сили позволяват значително да се разшири производството, открити са два нови завода и до 1945 г. компанията има повече от 50 хиляди работници. По време на войната компанията усвоява производството на газотурбинни авиационни двигатели.
През 50-те години Rolls-Royce започва да произвежда авиационни двигатели за граждански самолети. През 1966 г. е погълнат основният конкурент на британския пазар на самолетни двигатели, Bristol-Siddley Engines. През 1968 г. е сключен договор за разработване на двигател за самолета Lockheed TriStar. Разработката изисква значително повече ресурси и време от планираното и до 1971 г. Rolls-Royce е на ръба на фалита. Компанията е национализирана, нейното автомобилно подразделение е отделено в независима компания Rolls-Royce Motor Cars, която през 1980 г. става дъщерно дружество на Vickers plc.
През 1972 г. най-накрая започва масовото производство на нов двигател, RB211. Използва се не само в TriStar, но и в редица модели на Boeing, а също така намира приложение в други индустрии, по-специално в производството на нефт и газ. През май 1987 г. компанията е приватизирана чрез пласиране на акциите си на Лондонската фондова борса. През май 1989 г. е погълната Northern Engineering Industries, компания, занимаваща се с изграждането на електроцентрали и промишлени предприятия и производството на оборудване за тях. През 1990 г. е създадено съвместно предприятие с BMW за производство на авиационни двигатели в Германия; 10 години по-късно делът на BMW е изкупен. Също през 1990 г. започва производството на двигатели от серията Trent. В началото на 90-те години започва реорганизацията на Rolls-Royce, като най-забележимата му проява е намаляването на броя на служителите от 65 хиляди през 1989 г. до 42,6 хиляди през 1996 г.; това се дължи на намаляване на броя на поръчките както от гражданската авиация, така и от военните.
През 1995 г. присъствието на САЩ е увеличено чрез закупуването на Allison Engine Company, американски производител на самолетни двигатели. През втората половина на 90-те години на XX век Rolls-Royce увеличава своя дял от световния пазар на самолетни двигатели до 25%. Значителна част от приходите започват да идват от поддръжката и ремонта на 54 хиляди двигателя, произведени от компанията, които са били в експлоатация по това време; тази линия на дейност е разширена през 1999 г. със закупуването на калифорнийската компания National Airmotive. През същата година е закупена компанията Vickers (година по-рано тя е продала автомобилното подразделение Rolls-Royce Motor Cars на германския концерн Volkswagen); Основните продукти на Vickers са двигатели и друго оборудване за морски плавателни съдове, както и отбранителни системи. В началото на 2000-те Rolls-Royce получава няколко големи поръчки за авиационни двигатели от Япония и Китай, което му позволява да заеме първото място в света по тяхното производство. През 2005 г. е открит завод в Шанхай.
Компанията приключва 2016 г. с рекордна загуба преди данъци от 4,6 млрд. лири; загубите са причинени от обезценяването на паунда спрямо долара (4,4 милиарда) и глоба в резултат на разследване за корупция (671 милиона), печалбата от операции възлиза на 813 милиона паунда. Разследвания срещу компанията, проведени от Службата за сериозни измами на Обединеното кралство (Serious Fraud Office), Министерство на правосъдието на САЩ и бразилските власти установяват широко разпространени случаи на подкупи за получаване на договори от 1989 г. насам.

## Дейност
Компанията произвежда:
- самолетни двигатели за граждански самолети и хеликоптери;
- самолетни двигатели за военни самолети и хеликоптери;
- силови установки и движители за търговски съдове, моторни лодки и яхти, кораби на ВМФ;
- системи за автоматизация на съдове и кораби;
- газови турбини;
- центробежни помпи и компресори;
- горивни клетки.